# Flyleaf Edición Especial
Flyleaf (Vuelan Hojas) es una banda de Metal Alternativo y Rock Cristiano de Texas.
Flyleaf es primer álbum de longitud. Fue lanzado el 4 de octubre de 2005 en los Estados Unidos. El álbum tuvo una Reedición en el 2007, el álbum fue certificado Platino en el 2008.

## Ventas
La primera semana Flyleaf debutó en el puesto 121 en la Billboard  200, en el 2005. Flyleaf vendió más de 13 000 copias del CD Edición Especial / DVD en la primera semana (2007). Ellos se saltearon 59 puestos en la Billboard  200 hasta el # 62. En la segunda semana de ventas Flyleaf quedó en el # 57. Hasta la fecha, ha vendido más de 1 000 000 de copias en la EE. UU. con lo que quedó con certificado de platino. Según Billboard, el álbum quedó en el puesto noveno como disco más vendido entre los de rock cristiano entre los años 2000 y 2009.

## Lista de canciones
| Standard Edition |                 |          |  |
| N.º              | Título          | Duración |  |
| 1.               | «I'm So Sick»   | 3:00     |  |
| 2.               | «Fully Alive»   | 2:47     |  |
| 3.               | «Perfect»       | 2:53     |  |
| 4.               | «Cassie»        | 2:58     |  |
| 5.               | «Sorrow»        | 2:50     |  |
| 6.               | «I'm Sorry»     | 2:47     |  |
| 7.               | «All Around Me» | 3:23     |  |
| 8.               | «Red Sam»       | 3:20     |  |
| 9.               | «There For You» | 2:54     |  |
| 10.              | «Breathe Today» | 2:31     |  |
| 11.              | «So I Thought»  | 4:50     |  |

### EE.UU. Relanzamiento
Este lanzamiento incluye todas las pistas edición estándar además de versiones acústicas

de 5 de diferentes canciones del álbum. El álbum fue lanzado como un CD / DVD de la versión. También incluyó

un tono de llamada de bonificación deAll Around Me y un exclusivo afiche de color armario.

| N.º | Título                     | Duración |  |
| 12. | «Fully Alive» (acoustic)   | 2:16     |  |
| 13. | «Red Sam» (acoustic)       | 3:26     |  |
| 14. | «Cassie» (acoustic)        | 3:10     |  |
| 15. | «I'm So Sick» (acoustic)   | 2:59     |  |
| 16. | «All Around Me» (acoustic) | 3:21     |  |

## Posicionamiento
| Listas (2005)-(2007) | Posición |
| -------------------- | -------- |
| Top Heatseekers      | 3        |
| The Billboard 200    | 57       |
| Top Christian Albums | 1        |

- Datos: Q5863390